# Dongargaon
Dongargaon è una suddivisione dell'India, classificata come nagar panchayat, di 11.571 abitanti, situata nel distretto di Rajnandgaon, nello stato federato del Chhattisgarh. In base al numero di abitanti la città rientra nella classe IV (da 10.000 a 19.999 persone).

## Geografia fisica
La città è situata a 20° 58' 0 N e 80° 50' 60 E e ha un'altitudine di 303 m s.l.m..

## Società

### Evoluzione demografica
Al censimento del 2001 la popolazione di Dongargaon assommava a 11.571 persone, delle quali 5.914 maschi e 5.657 femmine. I bambini di età inferiore o uguale ai sei anni assommavano a 1.655, dei quali 876 maschi e 779 femmine. Infine, coloro che erano in grado di saper almeno leggere e scrivere erano 8.275, dei quali 4.629 maschi e 3.646 femmine.